# Ибн Хишам
Абу Мухаммад 'Абд ел Малик бин Хишам (арап. أبو محمد عبدالمالك بن هشام) или Ибн Хисшам (Ибн Хишам; ? - 833) био је исламски учењак, познат по томе што је уредио Ибн Ишак ову биографију Мухамеда. Ибн Хишам је био родом из Басре, али се касније преселио у Египат, где је стекао углед као граматичар и лингвиста. Његова, и Ел Табаријева рецензија представљају једини извор о данас изгубљеном тексту Ибн Ишака.